# Duc de Northumberland
Pour les articles homonymes, voir Northumberland.
Le titre de duc de Northumberland a été créé deux fois dans la pairie d'Angleterre, et existe toujours dans la pairie de Grande-Bretagne.
En latin, les ealdormans des Northumbriens étaient appelés dux lorsqu'ils étaient vassaux des rois anglo-saxons d'Angleterre (Wessex). Osulf Ier (mort en 963) et son fils Waltheof Ier, seigneurs de Bamburgh et souverains de Bernicie, fondèrent une véritable dynastie de dux de Northumbrie. Peu après la conquête normande de l'Angleterre, le vaste comté fut morcelé, et les héritiers de cette dynastie, désormais appelés comtes, continuèrent à posséder Huntingdon et Northampton.
Le titre de duc du Northumberland fut créé en 1551 pour John Dudley. Le nom de son titre de duc provient de ce que lui et sa famille étaient considérés (au moins par eux-mêmes), d'après la coutume féodale, comme les héritiers légitimes de la dynastie de Bamburgh, étant issus en droite ligne d'une fille de Simon II de Senlis, arrière-arrière-arrière-arrière-petit-fils du dux Waltheof Ier. Northumberland soutint les prétentions de sa belle-fille Jeanne Grey au trône d'Angleterre, mais lorsque la reine Marie Tudor la déposa, Dudley fut convaincu de haute trahison et exécuté. Dudleo, un bâtard de son plus jeune fils et héritier, le comte de Leicester, prétendit au titre de duc et l'utilisa durant son exil, au début du XVIIe siècle.
George Fitzroy, un bâtard du roi Charles II, reçut le titre en 1674, mais il s'éteignit lorsque Fitzroy mourut sans descendance. Le titre fut créé pour la troisième fois en 1766 pour les héritiers d'une autre famille, les anciens comtes de Northumberland, et il est resté dans la famille Percy depuis. Le siège des ducs de Northumbrie est Alnwick Castle à Alnwick, dans le Northumberland ; leur résidence à Londres est Syon House, à Brentford.
Les titres subsidiaires du duc de Northumberland sont : comte de Northumberland (créé en 1749), comte Percy (1766), comte de Beverley (1790), baron Warkworth (1749) et baron Lovaine (1784), tous titres de la pairie de Grande-Bretagne. Le titre de courtoisie du fils aîné et héritier du duc est comte Percy.

## Première création (1551)
- 1551-1553 : John Dudley (1502-1553) (titre saisi par la couronne)

## Deuxième création (1674)
- 1674-1716 : George Fitzroy (1665-1716), fils naturel de Charles II, comte puis duc de Northumberland, titre éteint à sa mort.

## Comtes de Northumberland (1749)
- 1749-1750 : Algernon Seymour (1684-1750), 7e duc de Somerset
- 1750-1786 : Hugh Percy (1714-1786) (devient duc de Northumberland en 1766)

## Troisième création (1766)
- 1766-1786 - 1er : Hugh Percy (1714-1786)
- 1786-1817 - 2e : Hugh Percy (1742-1817), fils du précédent
- 1817-1847 - 3e : Hugh Percy (1785-1847), fils du précédent
- 1847-1865 - 4e : Algernon Percy (1792-1865), frère du précédent
- 1865-1867 - 5e : George Percy (1778-1867), cousin du précédent
- 1867-1899 - 6e : Algernon Percy (1810-1899), fils du précédent
- 1899-1918 - 7e : Henry Percy (1846-1918), fils du précédent
- 1918-1930 - 8e : Alan Percy (1880-1930), fils du précédent
- 1930-1940 - 9e : Henry Percy (1912-1940), fils du précédent; mort lors de la Seconde Guerre mondiale
- 1940-1988 - 10e : Hugh Percy (1914-1988), frère du précédent
- 1988-1995 - 11e : Henry Percy (1953-1995), fils du précédent
- Depuis 1995- 12e : Ralph Percy (né en 1956), frère du précédent